# Jean-Marc Auclair
 (novembre 2019).
Si vous disposez d'ouvrages ou d'articles de référence ou si vous connaissez des sites web de qualité traitant du thème abordé ici, merci de compléter l'article en donnant les références utiles à sa vérifiabilité et en les liant à la section « Notes et références ».
Pour les articles homonymes, voir Auclair.
Jean Marc Auclair, né le 9 mai 1962 à Saint-Mandé, est un auteur, producteur et écrivain français.

## Biographie
Tout d'abord vendeur de films chez le producteur Yves Rousset-Rouard, Jean-Marc Auclair devient producteur exécutif chez Monique Annaud (Chrysalide Films) qui produit entre autres Les Jupons de la Révolution et 12 comédies romantiques de 90 minutes interprétées par des stars américaines et entièrement tournées à Paris. Jean Marc Auclair s'occupe de toute la partie américaine de ces productions (sélection des scénarios aux États-Unis, casting US, relations avec CAA, ICM, William Morris, etc. On y trouve Rosanna Arquette, Carrie Fisher, Rob Lowe, Patrick Dempsey, etc.
En 1996, il devient scénariste et a écrit depuis environ 70 heures de fiction télévisée (26 min, 52 min et films unitaires de 90 min, pour TF1, France 2, France 3, Canal+ et M6). Il écrit et produit une série de 26 demi-heures entièrement tournées en Afrique du Sud pour M6 : Indaba. Philippe Bas en tient le rôle-titre. Le tournage dure 98 jours et la série est diffusée sept années de suite sur M6.
Avec Olivier Marvaud, il crée et écrit une série policière sur les flics du RAID (la série B.R.I.G.A.D.), dont deux saisons, soit 12 × 52 min, sont tournées et multidiffusées sur France 2 et depuis sur différentes chaînes de la TNT. 
Il écrit pour la série La Kiné, Les Monos, Alice Nevers... et écrit des films unitaires comme Mirage noir, Micro climat, La Guerre des moutons, Quatre copains, Mis en bouteille au château...
En 2003, il publie Les Rivages de lumière, un roman d'anticipation, chez Anne Carrière. Avec un partenaire américain, une adaptation en série internationale est en cours de développement.
En 2007, il développe plusieurs projets de séries et un long métrage.
En 2008, Jean Marc Auclair développe avec Thierry Lassalle puis Marie Luce David une série de 52 minutes de comédie intitulée Mes amis, mes amours, mes emmerdes... pour TF1. La première saison est diffusée en octobre 2009 et rencontre son public (plus de 7 millions de téléspectateurs). La saison 2 est diffusée avec le même succès en 2010 et le tournage de la saison 3 a débuté à l'automne 2011. En 2011, la cérémonie des Lauriers du Sénat attribue le prix de la meilleure série à Mes Amis Mes Amours Mes Emmerdes. La saison 4 est diffusée en 2015. Jean Marc Auclair développe également un long métrage intitulé Rio Cavale ainsi que d'autres projets de séries TV et de comédies unitaires, dont une nouvelle série pour TF1, Si l'on s'aimait. 
En 2013, Jean Marc Auclair est cofondateur de Alauda Films, société de production de fictions TV, rattachée au groupe Makever, (7 sociétés dont Making Prod et Scarlett). 
Alauda développe une vingtaine de projets par an et produit, durant sa première année d’exercice, Meurtres à l’Abbaye de Rouen (Frédéric Diefenthal, Isabel Otéro…) avec France Télévisions. Diffusé sur France 3 le 24 mai 2014 (audience 17,3%). En 2016, Alauda produit Alliances Rouge Sang, avec Barbara Cabrita, Anthony Delon, Macha Méril, Denis Mpunga et Joy Esther, thriller de 90 minutes pour France Télévisions. Le film fait la soirée de clôture du Festival du Polar de Cognac et est diffusé le 15 novembre 2016 avec une audience de 4,2 millions de spectateurs. 
Pour France Télévisions, Alauda 2 (nouvelle société créée entre autres avec Laurent de Chalonge) a produit début 2021 l'unitaire historique Deux Femmes, inspiré d'un fait divers survenu en 1965 et évoquant la condition de la femme dans ces années-là. Le casting inclut Odile Vuillemin et Agathe Bonitzer, le film est réalisé par Isabelle Doval. Alauda 2 développe en plus de nombreux projets, dont TransparenSEA, une série d'aventures au féminin et internationale créée en collaboration avec Jean-Michel Cousteau qui raconte l'histoire d'une femme devenant une Erin Brokovitch des océans, mobilisée pour la défense des milieux marins.
En 2020, Alauda 2 a acquis les droits d'adaptation de tous les romans ANGÉLIQUE MARQUISE DES ANGES pour faire une série puissante, moderne mais toujours située sous le règne de Louis XIV. Il s'agira d'une série internationale qui mettra en avant le personnage féminin exceptionnel et très actuel d'Angélique, dont les romans ont été vendus à plus de 150M d'exemplaires à travers le monde. Alauda 2 est dans les locaux de Mediawan.